# Karlsruher Sport-Club Mühlburg-Phönix 1982-1983
Questa voce raccoglie le informazioni riguardanti il Karlsruher Sport-Club Mühlburg-Phönix nelle competizioni ufficiali della stagione 1982-1983.

## Stagione
Nella stagione 1982-1983 il Karlsruhe, allenato da Horst Franz e Lothar Strehlau, concluse il campionato di Bundesliga al 17º posto. In Coppa di Germania il Karlsruhe fu eliminato al primo turno dal Bochum.

## Rosa
| N. |                     | Ruolo | Calciatore         |
| -- | ------------------- | ----- | ------------------ |
|    | Germania (bandiera) | P     | Bernd Fuhr         |
|    | Germania (bandiera) | P     | Rudi Wimmer        |
|    | Germania (bandiera) | D     | Edmund Becker      |
|    | Germania (bandiera) | D     | Hans-Jürgen Boysen |
|    | Germania (bandiera) | D     | Reinhold Fanz      |
|    | Germania (bandiera) | D     | Walter Götz        |
|    | Germania (bandiera) | D     | Stephan Groß       |
|    | Germania (bandiera) | D     | Gerhard Kleppinger |
|    | Serbia (bandiera)   | D     | Miladin Lazic      |
|    | Romania (bandiera)  | D     | Dumitru Nadu       |
|    | Germania (bandiera) | D     | Klaus Theiss       |
|    | Germania (bandiera) | D     | Rainer Ulrich      |

| N. |                     | Ruolo | Calciatore       |
| -- | ------------------- | ----- | ---------------- |
|    | Germania (bandiera) | D     | Helmut Zahn      |
|    | Germania (bandiera) | C     | Gerhard Bold     |
|    | Germania (bandiera) | C     | Uwe Dittus       |
|    | Germania (bandiera) | C     | Wilfried Trenkel |
|    | Germania (bandiera) | C     | Günter Walz      |
|    | Germania (bandiera) | C     | Martin Wiesner   |
|    | Germania (bandiera) | A     | Uwe Bühler       |
|    | Germania (bandiera) | A     | Gerd Dais        |
|    | Germania (bandiera) | A     | Emanuel Günther  |
|    | Austria (bandiera)  | A     | Max Hagmayr      |
|    | Germania (bandiera) | A     | Erhard Hofeditz  |

## Organigramma societario
Area tecnica
- Allenatore: Lothar Strehlau
- Allenatore in seconda:
- Preparatore dei portieri:
- Preparatori atletici:

## Calciomercato

### Sessione estiva
| Acquisti | Acquisti           | Acquisti       | Acquisti |
| R.       | Nome               | da             | Modalità |
| -------- | ------------------ | -------------- | -------- |
| D        | Miladin Lazic      | Union Solingen |          |
| A        | Max Hagmayr        | VÖEST Linz     |          |
| A        | Erhard Hofeditz    | Kaiserslautern |          |
| D        | Gerhard Kleppinger | Hannover 96    |          |
| D        | Dumitru Nadu       | Timișoara      |          |
| C        | Günter Walz        | Rastatt 04     |          |
| D        | Helmut Zahn        | Darmstadt      |          |

| Cessioni | Cessioni         | Cessioni       | Cessioni |
| R.       | Nome             | a              | Modalità |
| -------- | ---------------- | -------------- | -------- |
| D        | Rolf Dohmen      | Darmstadt      |          |
| C        | Michael Harforth | Wiesbaden      |          |
| A        | Harry Hartung    | Bad Homburg 05 |          |
| A        | Joachim Heinke   | Sandhausen     |          |
| C        | Wolfgang Schüler | Darmstadt      |          |

### Sessione invernale
| Acquisti | Acquisti | Acquisti | Acquisti |
| R.       | Nome     | da       | Modalità |
| -------- | -------- | -------- | -------- |

| Cessioni | Cessioni | Cessioni | Cessioni |
| R.       | Nome     | a        | Modalità |
| -------- | -------- | -------- | -------- |

## Risultati

### Bundesliga

#### Girone di andata
| Arbitro: | Eschweiler |

|          |           |  |
| Groß 31’ | Marcatori |  |

| Arbitro: | Horeis |

|  |           |            |
|  | Marcatori | 54’ Becker |

| Arbitro: | Niebergall |

|  |           |                                                          |
|  | Marcatori | 9’ (aut.) Günther 24’ Rummenigge 71’ Del'Haye 88’ Hoeneß |

| Arbitro: | Wahmann |

|                                                        |           |  |
| Milewski 10’ Bastrup 31’ Hieronymus 35’ von Heesen 79’ | Marcatori |  |

| Arbitro: | Redelfs |

|                      |           |  |
| Hagmayr 11’ Bold 13’ | Marcatori |  |

| Arbitro: | Pauly |

|                                                |           |          |
| Reichert 2’ Förster 39’ Förster 86’ Kelsch 88’ | Marcatori | 65’ Bold |

| Arbitro: | Ahlenfelder |

|             |           |          |
| Trenkel 43’ | Marcatori | 23’ Mohr |

| Arbitro: | Osmers |

|                                                        |           |             |
| Fischer 2’ Littbarski 40’ Strack 43’ Engels 79’ (rig.) | Marcatori | 18’ Günther |

| Arbitro: | Risse |

|            |           |          |
| Boysen 38’ | Marcatori | 72’ Geye |

| Arbitro: | Gabor |

|                                                  |           |                                    |
| Keser 18’ Abramczik 32’ Koch 45’ Burgsmüller 63’ | Marcatori | 23’ Trenkel 80’ Hagmayr 83’ Becker |

| Arbitro: | Dellwing |

|                          |           |                        |
| Hofeditz 22’ Hagmayr 88’ | Marcatori | 10’ Tüfekçi 76’ Bücker |

| Arbitro: | Engel |

|                          |           |             |
| Heck 68’, 87’ Dreßel 89’ | Marcatori | 23’ Günther |

| Arbitro: | Wahmann |

|             |           |                      |
| Günther 59’ | Marcatori | 30’ Sidka 43’ Gruber |

| Arbitro: | Föckler |

|                                                   |           |                                      |
| Eðvaldsson 24’ Dusend 40’ Bockenfeld 74’ Fach 79’ | Marcatori | 43’ Hofeditz 54’ Hagmayr 87’ Günther |

| Arbitro: | Huster |

|                                  |           |             |
| Trenkel 37’ Bold 38’ Hagmayr 78’ | Marcatori | 12’ Zavišić |

| Arbitro: | Umbach |

|                   |           |                   |
| Groß 69’ Bold 77’ | Marcatori | 28’ Vöge 31’ Waas |

| Arbitro: | Niebergall |

|                                                             |           |            |
| Grillemeier 21’ Pohl 35’, 78’ Rautiainen 44’ Pagelsdorf 63’ | Marcatori | 39’ Dittus |

#### Girone di ritorno
| Arbitro: | Uhlig |

|                    |           |  |
| Pezzey 25’ Cha 36’ | Marcatori |  |

| Karlsruhe 29 gennaio 1983, ore 15:30 CET 19ª giornata | Karlsruhe   | 0 – 0 referto | Bochum | Wildparkstadion (11 000 spett.)\| Arbitro: \| Schmidhuber \| |
| Arbitro:                                              | Schmidhuber |               |        |                                                              |

| Arbitro: | Risse |

|                                                                                 |           |             |
| Rummenigge 10’, 12’, 42’ Dürnberger 13’ Hoeneß 26’ (rig.) Kleppinger 48’ (aut.) | Marcatori | 70’ Trenkel |

| Arbitro: | Assenmacher |

|          |           |                  |
| Zahn 71’ | Marcatori | 44’, 74’ Bastrup |

| Arbitro: | Barnick |

|                                                 |           |  |
| Bruns 20’ Hannes 31’ (rig.) Reich 43’, 49’, 76’ | Marcatori |  |

| Arbitro: | Ahlenfelder |

|              |           |                           |
| Hofeditz 34’ | Marcatori | 28’ Reichert 75’ Allgöwer |

| Arbitro: | Pauly |

|                                                  |           |                                  |
| Rasmussen 22’ Remark 48’, 52’ Blau 50’ Timme 81’ | Marcatori | 9’ (rig.), 90’ (rig.) Kleppinger |

| Arbitro: | Theobald |

|          |           |             |
| Bold 81’ | Marcatori | 19’ Willmer |

| Arbitro: | Retzmann |

|                                                                             |           |  |
| Brehme 7’ Eilenfeldt 20’, 34’ Nilsson 41’, 68’ Bongartz 54’ Groß 85’ (aut.) | Marcatori |  |

| Arbitro: | Ermer |

|                  |           |  |
| Günther 20’, 28’ | Marcatori |  |

| Arbitro: | Roth |

|             |           |  |
| Tüfekçi 16’ | Marcatori |  |

| Arbitro: | Engel |

|                          |           |               |
| Hagmayr 35’ Hofeditz 71’ | Marcatori | 75’ Reinhardt |

| Arbitro: | Dellwing |

|                                     |           |  |
| Reinders 12’ Möhlmann 66’ Sidka 85’ | Marcatori |  |

| Arbitro: | Klauser |

|                      |           |                |
| Groß 51’ Günther 77’ | Marcatori | 50’ Bockenfeld |

| Arbitro: | Hontheim |

|                                                           |           |          |
| Bruns 26’ Geiger 55’ Zavišić 66’ Keute 78’ Kindermann 89’ | Marcatori | 21’ Groß |

| Arbitro: | Heitmann |

|                                 |           |            |
| Waas 70’ Hörster 89’ Økland 90’ | Marcatori | 90’ Boysen |

| Arbitro: | Theobald |

|                 |           |            |
| Hupe 87’ (aut.) | Marcatori | 90’ Lienen |

### Coppa di Germania
| Arbitro: | Wippker |

|                              |           |          |
| Woelk 7’ Knüwe 9’ Storck 59’ | Marcatori | 80’ Groß |

## Statistiche

### Statistiche di squadra
| Competizione      | Punti | In casa | In casa | In casa | In casa | In casa | In casa | In trasferta | In trasferta | In trasferta | In trasferta | In trasferta | In trasferta | Totale | Totale | Totale | Totale | Totale | Totale | DR  |
| Competizione      | Punti | G       | V       | N       | P       | Gf      | Gs      | G            | V            | N            | P            | Gf           | Gs           | G      | V      | N      | P      | Gf     | Gs     | DR  |
| ----------------- | ----- | ------- | ------- | ------- | ------- | ------- | ------- | ------------ | ------------ | ------------ | ------------ | ------------ | ------------ | ------ | ------ | ------ | ------ | ------ | ------ | --- |
| Bundesliga        | 21    | 17      | 6       | 7       | 4       | 23      | 21      | 17           | 1            | 0            | 16           | 16           | 65           | 34     | 7      | 7      | 20     | 39     | 86     | -47 |
| Coppa di Germania | -     | 0       | 0       | 0       | 0       | 0       | 0       | 1            | 0            | 0            | 1            | 1            | 3            | 1      | 0      | 0      | 1      | 1      | 3      | -2  |
| Totale            | 21    | 17      | 6       | 7       | 4       | 23      | 21      | 18           | 1            | 0            | 17           | 17           | 68           | 35     | 7      | 7      | 21     | 40     | 89     | -49 |

### Andamento in campionato
| Giornata  | 1 | 2 | 3 | 4  | 5 | 6  | 7  | 8  | 9  | 10 | 11 | 12 | 13 | 14 | 15 | 16 | 17 | 18 | 19 | 20 | 21 | 22 | 23 | 24 | 25 | 26 | 27 | 28 | 29 | 30 | 31 | 32 | 33 | 34 |
| --------- | - | - | - | -- | - | -- | -- | -- | -- | -- | -- | -- | -- | -- | -- | -- | -- | -- | -- | -- | -- | -- | -- | -- | -- | -- | -- | -- | -- | -- | -- | -- | -- | -- |
| Luogo     | C | T | C | T  | C | T  | C  | T  | C  | T  | C  | T  | C  | T  | C  | C  | T  | T  | C  | T  | C  | T  | C  | T  | C  | T  | C  | T  | C  | T  | C  | T  | T  | C  |
| Risultato | V | V | P | P  | V | P  | N  | P  | N  | P  | N  | P  | P  | P  | V  | N  | P  | P  | N  | P  | P  | P  | P  | P  | N  | P  | V  | P  | V  | P  | V  | P  | P  | N  |
| Posizione | 3 | 2 | 7 | 10 | 7 | 10 | 10 | 12 | 12 | 13 | 13 | 13 | 15 | 17 | 15 | 14 | 16 | 16 | 16 | 18 | 18 | 18 | 18 | 18 | 18 | 18 | 17 | 18 | 17 | 18 | 16 | 17 | 18 | 17 |

Legenda:

Luogo: C = Casa; T = Trasferta. Risultato: V = Vittoria; N = Pareggio; P = Sconfitta.

### Statistiche dei giocatori
| Giocatore     | Bundesliga | Bundesliga | Bundesliga  | Bundesliga | Coppa di Germania | Coppa di Germania | Coppa di Germania | Coppa di Germania | Totale   | Totale | Totale      | Totale     |
| Giocatore     | Presenze   | Reti       | Ammonizioni | Espulsioni | Presenze          | Reti              | Ammonizioni       | Espulsioni        | Presenze | Reti   | Ammonizioni | Espulsioni |
| ------------- | ---------- | ---------- | ----------- | ---------- | ----------------- | ----------------- | ----------------- | ----------------- | -------- | ------ | ----------- | ---------- |
| E. Becker     | 14         | 2          | 3           | 0          | 1                 | 0                 | 0                 | 0                 | 15       | 2      | 3           | 0          |
| G. Bold       | 29         | 5          | 5           | 0          | 1                 | 0                 | 0                 | 0                 | 30       | 5      | 5           | 0          |
| H. Boysen     | 22         | 2          | 4           | 0          | 0                 | 0                 | 0                 | 0                 | 22       | 2      | 4           | 0          |
| U. Bühler     | 5          | 0          | 0           | 0          | 0                 | 0                 | 0                 | 0                 | 5        | 0      | 0           | 0          |
| G. Dais       | 1          | 0          | 0           | 0          | 1                 | 0                 | 0                 | 0                 | 2        | 0      | 0           | 0          |
| U. Dittus     | 27         | 1          | 2           | 0          | 1                 | 0                 | 0                 | 0                 | 28       | 1      | 2           | 0          |
| R. Fanz       | 0          | 0          | 0           | 0          | 0                 | 0                 | 0                 | 0                 | 0        | 0      | 0           | 0          |
| B. Fuhr       | 2          | 0          | 0           | 0          | 0                 | 0                 | 0                 | 0                 | 2        | 0      | 0           | 0          |
| S. Groß       | 33         | 4          | 5           | 0          | 1                 | 1                 | 1                 | 0                 | 34       | 5      | 6           | 0          |
| W. Götz       | 1          | 0          | 0           | 0          | 0                 | 0                 | 0                 | 0                 | 1        | 0      | 0           | 0          |
| E. Günther    | 32         | 7          | 5           | 0          | 1                 | 0                 | 0                 | 0                 | 33       | 7      | 5           | 0          |
| M. Hagmayr    | 31         | 6          | 4           | 0          | 0                 | 0                 | 0                 | 0                 | 31       | 6      | 4           | 0          |
| E. Hofeditz   | 30         | 4          | 3           | 0          | 1                 | 0                 | 0                 | 0                 | 31       | 4      | 3           | 0          |
| G. Kleppinger | 34         | 2          | 2           | 0          | 1                 | 0                 | 0                 | 0                 | 35       | 2      | 2           | 0          |
| M. Lazic      | 18         | 0          | 1           | 0          | 0                 | 0                 | 0                 | 0                 | 18       | 0      | 1           | 0          |
| D. Nadu       | 1          | 0          | 0           | 0          | 1                 | 0                 | 0                 | 0                 | 2        | 0      | 0           | 0          |
| K. Theiss     | 24         | 0          | 3           | 0          | 1                 | 0                 | 0                 | 0                 | 25       | 0      | 3           | 0          |
| W. Trenkel    | 26         | 4          | 2           | 0          | 1                 | 0                 | 0                 | 0                 | 27       | 4      | 2           | 0          |
| R. Ulrich     | 0          | 0          | 0           | 0          | 0                 | 0                 | 0                 | 0                 | 0        | 0      | 0           | 0          |
| G. Walz       | 16         | 0          | 0           | 0          | 0                 | 0                 | 0                 | 0                 | 16       | 0      | 0           | 0          |
| M. Wiesner    | 15         | 0          | 0           | 0          | 0                 | 0                 | 0                 | 0                 | 15       | 0      | 0           | 0          |
| R. Wimmer     | 32         | 0          | 1           | 0          | 1                 | 0                 | 0                 | 0                 | 33       | 0      | 1           | 0          |
| H. Zahn       | 27         | 1          | 5           | 0          | 1                 | 0                 | 0                 | 0                 | 28       | 1      | 5           | 0          |